# Komiža
Komiža (it. Comisa) est une ville et une municipalité située sur la côte ouest de l'île de Vis (it. Lissa), dans le comitat de Split-Dalmatie, en Croatie. Au recensement de 2001, la municipalité comptait 1 677 habitants, dont 97,32 % de Croates et la ville seule comptait 1 523 habitants.

## Localités
La municipalité de Komiža compte 10 localités :
| - Biševo - Borovik - Duboka - Komiža - Oključna | - Palagruža - Podhumlje - Podšpilje - Sveti Andrija - Žena Glava |